# Stazione di Chōfu (Yamaguchi)
La stazione di Chōfu (長府?, Chōfu-eki) è una stazione ferroviaria situata nella città di Shimonoseki, nella prefettura di Yamaguchi in Giappone. Si trova lungo la linea principale Sanyō della JR West.

## Linee e servizi
JR West
■ Linea principale Sanyō

## Caratteristiche
La stazione è dotata di un marciapiede a isola con due binari in superficie passanti. Il fabbricato viaggiatori si trova sopra il piano del ferro.
| 1 | ■ Linea principale Sanyō | per Shimonoseki          |
| 3 | ■ Linea principale Sanyō | per Asa e Shin-Yamaguchi |

## Stazioni adiacenti
| «                      | Servizio               | »                      |
| Linea principale Sanyō | Linea principale Sanyō | Linea principale Sanyō |
| ---------------------- | ---------------------- | ---------------------- |
| Ozuki                  | -                      | Shin-Shimonoseki       |